# Patsaev (månkrater)
Patsaev är en nedslagskrater på månens baksida. Patsaev har fått sitt namn efter den sovjetiska kosmonauten Viktor Patsajev.

## Satellitkratrar
| Patsaev | Latitud | Longitud | Diameter |
| ------- | ------- | -------- | -------- |
| K       | 18.8° S | 134.5° Ö | 53 km    |
| Q       | 17.8° S | 132.7° Ö | 34 km    |